# Emma Baeri
Emma Baeri Parisi (Palermo, 11 luglio 1942) è una storica e saggista italiana, femminista.

## Biografia
Figlia di Ernesto Baeri, ingegnere elettrotecnico, e di Maria Parisi, nasce a Palermo l'11 luglio 1942. Trascorre l'infanzia ad Agrigento, città con la quale stabilisce un forte legame emotivo; si trasferisce a Catania ancora bambina con la famiglia nel 1951.
Nel 1960 consegue la maturità al Liceo Classico “Mario Cutelli” di Catania; nel 1968 si laurea in Scienze Politiche all'Università di Catania con una tesi in Storia delle dottrine politiche sulle riforme educative in Sicilia nel secondo Settecento. È stata poi docente di Storia Moderna nella medesima Facoltà dal 1972 al 2007. 
È stata sposata, ha due figlie, Maria Carla e Paola, tre nipoti, Gabriele, Lorenzo, Anna, e una allargata famiglia felina.

## Attività politico professionale
Il Femminismo è un evento periodizzante nella sua vita, politica, intellettuale, personale. Nel dicembre del 1975 inizia il suo percorso politico nel Movimento femminista: autocoscienza nel collettivo “Differenza Donna”; successivamente, pratica politica “dentro-fuori” – dentro il gruppo e nel conflitto istituzionale – nel Coordinamento per l'Autodeterminazione della donna di Catania (a difesa della legge 194, per una Casa delle donne, contro la violenza sessuale, per il disarmo unilaterale nella vicenda dei missili a Comiso); poi, nel Gruppo del Venerdì, una forte relazione politica durata oltre vent'anni; infine, dal 2011, partecipa al Gruppo “Le Voltapagina”.
Nel 1986, a conclusione di quel decennio rivoluzionario, Emma Baeri Parisi avvia un serrato corpo a corpo tra il suo corpo di donna e il corpus disciplinare storiografico. Da questo travaglio nasce nel 1992 I Lumi e il cerchio. Una esercitazione di storia (Editori Riuniti 1992; Rubbettino Editore 2008), un testo che contamina i generi – romanzo, autobiografia, saggio storico, poesia – affidando al loro reciproco stridore l'effetto dirompente del soggetto imprevisto – una donna, la sua esperienza biostorica – nel discorso storiografico. Una contaminazione necessaria nella trasformazione di una storica ortodossa – impegnata in una ricerca sulle vicende di un Canonico illuminista riformatore degli studi nella Sicilia del Settecento, Giovanni Agostino De Cosmi – in una storica imprevista, per l'incapacità degli strumenti di lavoro ereditati a rispondere a questa domanda: perché le donne, pur presenti nella storia, sono assenti dalla storiografia? “Presto mi fu chiaro che dovevo recuperare la memoria di me per andare avanti, dipanare il filo della mia storia per trovare il senso della storia …Non era infatti mutato solo il mio modo di vivere il mestiere; in quegli anni ero mutata io, dentro una storia collettiva, e il mio senso della storia si era radicalmente modificato. Tempo, memoria, utopia, identità erano parole di gusto nuovo, che dicevo, scrivevo, amavo come fosse la prima volta” (I Lumi e il cerchio, pp. 10–11).
Nel 1989 è stata tra le socie fondatrici della Società Italiana delle Storiche, del cui Direttivo è stata componente per due mandati. Nella SIS si è impegnata subito nella Commissione Didattica, esperienza da cui è nata la cura del volume Generazioni. Trasmissione della storia e tradizione delle donne (Rosemberg & Sellier 1993).
Nel 1993, nel 1995 e nel 2004 è stata docente alla Scuola Estiva di Storia delle donne organizzata dalla SIS prima alla Certosa di Pontignano (Siena), successivamente a Fiesole; è stata Consigliera dell'Unione femminile nazionale e Presidente e Consigliera degli Archivi Riuniti delle Donne di Milano.
Suoi scritti compaiono su molte riviste femministe: Noi donne, DWF donnawomanfemme, Lapis, Nosside, Il paese delle donne e testimoniano il suo crescente interesse per la metodologia della ricerca storica e didattica, e per la storia del femminismo italiano, con particolare riferimento alla cura degli archivi di questo movimento, e ai nessi tra femminismo e cittadinanza.
Nel 1997 ha partecipato con Annarita Buttafuoco all'allestimento della mostra “Riguardarsi", una mostra di manifesti del Movimento politico delle donne a lungo itinerante in Italia. Da questa esperienza è nato il volume Riguardarsi. Manifesti del Movimento politico delle donne in Italia.

## Articoli
Alcune sue pubblicazioni:
- Costituzione articolo zero. Proposta di Preambolo alla Costituzione della Repubblica Italianain “d/D, Il Diritto delle donne”, gennaio 1998, n. 23, p.4
- Desiderio di una storia, desiderio di storia. Esperienze e riflessioni di ricerca didattica e metodologicain Università di Catania, Una Facoltà nel Mediterraneo. Studi in occasione dei trent'anni della Facoltà di Scienze Politiche dell'Università di Catania, Giuffrè Editore, 200)
- Noi utopia delle donne di ieri, memoria delle donne di domani” in Inventari della memoria. L'esperienza del Coordinamento per l'Autodeterminazione della Donna di Catania (1980-85), a cura di Emma Baeri e Sara Fichera. Franco Angeli, 2001
- Violenza, conflitto, disarmo: pratiche e riletture femministein Il femminismo degli anni Settanta, a cura di Teresa Bertilotti e Anna Scattigno, Viella 2005, pp.119-168
- Cerniere di cittadinanza: Il protagonismo femminile degli anni Settantain Una democrazia incompiuta, a cura di Nadia Filippini e Anna Scattigno, Franco Angeli, 2007,
- Cittadine in transizione. Spunti di riflessione per una cittadinanza differentein Università degli Studi di Catania, Quaderni del Dipartimento di Studi Politici, Giuffrè Editore, 2007, pp. 83-123,
- Si può insegnare la passione? A proposito di donne, politica, istituzioni in Donne, Politica, Istituzioni. Percorsi di ricerca e pratiche didattiche, a cura di Rita Palidda, Editpress, 2012, pp. 3-27, ISBN 9788897826156
- Isola mobile (nipoti gatti, scritti) Giuseppe Maimone Editore, Catania, 2012, un "oggetto libresco", per dirlo con le parole dell'autrice, che raccoglie testi sparsi editi e inediti, frammenti di memoria, fotografie che illustrano tre sue grandi passioni i collages, i patchwork e i gatti, e parole poetiche.

(citazione in italiano)
Nel 2013 pubblica il volume Dividua, dove nella quarta di copertina si legge:
(Emma Baeri, Dividua, quarta di cvopertina)

## Opere
- Emma Baeri, I Lumi e il Cerchio, Editori Riuniti, 1992; rist. Rubbettino Editore, 2008. ISBN 9788849823783.
- Emma Baeri; Annarita Buttafuoco (a cura di), Riguardarsi. Manifesti del movimento politico delle donne in Italia. Anni '70-'90, Siena, Protagon, 1997. ISBN 88-8024-028-5, una versione digitale parziale in Riguardarsi
- Emma Baeri; Sara Fichera (a cura di), Inventari della memoria. L'esperienza del Coordinamento per l'Autodeterminazione della Donna a Catania (1980-1985), Milano, F. Angeli, 2001. ISBN 9788846430588.
- Emma Baeri, Isola mobile (nipoti gatti, scritti), Giuseppe Maimone Editore, 2012.